# Another Love
Another Love è un singolo del cantautore britannico Tom Odell, pubblicato il 25 gennaio 2013 come primo estratto dal primo EP Songs from Another Love e incluso nel primo album in studio Long Way Down.

## Video musicale
Il video musicale è stato reso disponibile il 5 novembre 2012.

## Successo commerciale
Nel 2013, la canzone è diventata un grande successo in Europa, tanto da raggiungere la posizione numero 10 nella classifica Official Singles Chart del Regno Unito.
Nel 2022, esattamente un decennio dopo la sua uscita, la canzone ha riscosso un nuovo e enorme successo in tutto il mondo, dopo essere stata utilizzata su TikTok e su tutte le altre piattaforme di social media come inno a sostegno dell'Ucraina in seguito all'invasione russa iniziata il 24 febbraio. La canzone è divenuta un simbolo di speranza per molte persone, nonché un brano a supporto dei rifugiati.
Così nel 2022 la canzone è rientrata nelle classifiche, come la Billboard Global 200, dove ha raggiunto la posizione massima di 14 il 29 ottobre. La canzone è stata anche certificata disco di platino oltre 50 volte in tutto il mondo.
A maggio 2025, la canzone ha raggiunto gli oltre 3 miliardi di stream su Spotify.

## Tracce
Testi e musiche di Tom Odell.
Download digitale – Zwette Edit
1. Another Love (Zwette Edit) – 6:34

Download digitale – Dimitri Vangelis & Wyman Remix
1. Another Love (Dimitri Vangelis & Wyman Remix) – 3:24

CD singolo (Germania, Austria e Svizzera), 7"
1. Another Love – 4:03
2. See If I Care – 3:08

## Formazione
- Tom Odell – voce
- Max Goff – chitarra
- Max Clilverd – chitarra
- Daniel McDougall – batteria
- Dan Grech-Marguerat – produzione

## Classifiche

### Classifiche settimanali
| Classifica (2013-23) | Posizione massima |
| -------------------- | ----------------- |
| Australia            | 21                |
| Austria              | 2                 |
| Belgio (Fiandre)     | 1                 |
| Belgio (Vallonia)    | 16                |
| Canada               | 34                |
| Croazia              | 18                |
| Danimarca            | 27                |
| Estonia              | 55                |
| Finlandia            | 8                 |
| Francia              | 11                |
| Germania             | 9                 |
| Grecia               | 8                 |
| Irlanda              | 6                 |
| Islanda              | 13                |
| Israele              | 86                |
| Italia               | 20                |
| Lettonia             | 13                |
| Libano               | 12                |
| Lituania             | 11                |
| Lussemburgo          | 4                 |
| Medio Oriente        | 11                |
| Norvegia             | 10                |
| Nuova Zelanda        | 21                |
| Paesi Bassi          | 6                 |
| Panama               | 69                |
| Paraguay             | 158               |
| Polonia              | 13                |
| Portogallo           | 7                 |
| Regno Unito          | 10                |
| Repubblica Ceca      | 5                 |
| Slovacchia           | 5                 |
| Slovenia             | 27                |
| Spagna               | 43                |
| Stati Uniti          | 105               |
| Sudafrica            | 41                |
| Svezia               | 17                |
| Svizzera             | 4                 |
| Turchia              | 19                |
| Ungheria             | 17                |

### Classifiche di fine anno
| Classifica (2013) | Posizione |
| ----------------- | --------- |
| Belgio (Fiandre)  | 11        |
| Belgio (Vallonia) | 39        |
| Germania          | 48        |
| Paesi Bassi       | 50        |
| Regno Unito       | 86        |
| Svizzera          | 67        |
| Classifica (2014) | Posizione |
| Belgio (Vallonia) | 96        |
| Francia           | 26        |
| Slovenia          | 44        |
| Svizzera          | 42        |
| Classifica (2015) | Posizione |
| Francia           | 134       |
| Classifica (2021) | Posizione |
| Austria           | 48        |
| Danimarca         | 183       |
| Francia           | 89        |
| Germania          | 68        |
| Irlanda           | 40        |
| Paesi Bassi       | 60        |
| Portogallo        | 174       |
| Regno Unito       | 75        |
| Svizzera          | 46        |
| Classifica (2022) | Posizione |
| Australia         | 54        |
| Austria           | 9         |
| Belgio (Fiandre)  | 120       |
| Belgio (Vallonia) | 133       |
| Danimarca         | 43        |
| Finlandia         | 9         |
| Francia           | 32        |
| Germania          | 13        |
| Islanda           | 30        |
| Italia            | 48        |
| Lituania          | 16        |
| Norvegia          | 11        |
| Nuova Zelanda     | 47        |
| Paesi Bassi       | 6         |
| Regno Unito       | 27        |
| Spagna            | 93        |
| Svezia            | 18        |
| Svizzera          | 7         |
| Ungheria          | 41        |
| Classifica (2023) | Posizione |
| Australia         | 35        |
| Austria           | 5         |
| Brasile           | 187       |
| Canada            | 50        |
| Danimarca         | 73        |
| Estonia           | 89        |
| Francia           | 13        |
| Germania          | 10        |
| Islanda           | 31        |
| Italia            | 52        |
| Norvegia          | 14        |
| Paesi Bassi       | 8         |
| Polonia           | 18        |
| Portogallo        | 20        |
| Regno Unito       | 21        |
| Spagna            | 88        |
| Svezia            | 32        |
| Svizzera          | 5         |
| Classifica (2024) | Posizione |
| Australia         | 83        |
| Austria           | 20        |
| Francia           | 41        |
| Germania          | 27        |
| Islanda           | 58        |
| Paesi Bassi       | 32        |
| Polonia           | 65        |
| Portogallo        | 31        |
| Regno Unito       | 62        |
| Svezia            | 53        |
| Svizzera          | 5         |
| Ungheria          | 98        |